# Шато Мармон
Шато Мармон (англ. Chateau Marmont) — отель, расположенный в Лос-Анджелесе. Он был спроектирован архитекторами Арнольдом Вейцманом и Уильямом Дугласом Ли и завершен в 1929 году по образцу замка Амбуаз, королевской резиденции во французской долине Луары.
Отель известен как долгосрочное, так и краткосрочное место жительства знаменитостей, а также дом для жителей Нью–Йорка в Голливуде. В отеле 63 номера, люкс, коттеджи и бунгало.
В 2020 году отель объявил о планах стать отелем только для членов клуба. Эти планы были отменены в 2022 году.

## История
В 1926 году Фред Горовиц, известный адвокат Лос-Анджелеса, выбрал участок на пересечении Мармонт-лейн и бульвара Сансет для строительства жилого дома. Недавно Горовиц отправился за вдохновением в Европу и вернулся в Калифорнию с фотографиями готического замка (Chateau d'Amboise, где похоронен Леонардо да Винчи), расположенного вдоль реки Луара. В 1927 году Горовиц поручил своему шурину, архитектору с европейским образованием Арнольду Вейцману спроектировать семиэтажное L-образное здание на основе его фотографий из Франции. При выборе названия для здания были отвергнуты Шато Сансет и Шато Голливуд в пользу Шато Мармон, в честь небольшой улочки, проходящей через фасад здания.
1 февраля 1929 года Шато Мармон открыл свои двери для публики как новейшая резиденция Голливуда. Местные газеты описали замок как лучший и эксклюзивный  жилой дом Лос-Анджелеса, расположенный достаточно близко к активному бизнесу и достаточно далеко, чтобы обеспечить тишину и уединение. На торжественный прием по случаю инаугурации прибыло более 300 человек, включая местную прессу.
Из-за высокой арендной платы и неспособности удержать арендаторов на долгосрочные обязательства во время Великой депрессии Горовиц продал многоквартирный дом в 1931 году Альберту Смиту, соучредителю Vitagraph Studios, за 750 000 долларов наличными (что эквивалентно 13 360 000 долларов в 2021 году). Смит преобразовал здание в отель — инвестиция, которая принесла пользу летним Олимпийским играм 1932 года в Лос-Анджелесе. Апартаменты превратились в люксы с кухнями и гостиными. Отель также был отремонтирован с использованием антиквариата, приобретенного на распродажах недвижимости времен Великой депрессии.[19] В 1930-е годы отелем управляла бывшая актриса немого кино Энн Литтл.
Во время Второй мировой войны отель служил бомбоубежищем для жителей окрестностей. Примерно с 1942 по 1963 год замком владел Эрвин Бреттауэр, немецкий банкир, который финансировал фильмы в Веймарской Германии.
Спроектированное и построенное таким образом, чтобы быть сейсмостойким, Шато Мармон пережило крупные землетрясения в 1933, 1953, 1971, 1987 и 1994 годах, не получив каких-либо серьезных структурных повреждений. Девять испанских коттеджей, а также плавательный бассейн были построены рядом с отелем в 1930-х годах и были приобретены отелем в 1940-х годах. Крейг Эллвуд спроектировал два из четырех бунгало в 1956 году, после того как завершил строительство домов для тематических исследований.
Бизнес отеля шел хорошо, хотя к 1960-м годам здание находилось в аварийном состоянии, и владельцы неоднократно пытались продать его. Новостные статьи об отеле 1960-х и 1970-х годов описывали его как «старый замок», «безвкусный отель», «захудалый», и «убого-благородный».
Простояв на рынке два года, отель был продан в 1975 году Раймонду Сарлоту и Карлу Кантарджяну из девелоперской фирмы за 1,1 миллиона долларов. Сарлот и Кантарджян планировали расширить отель. Они отремонтировали и модернизировали многие элементы, но постарались остаться верными характеру и истории отеля. В 1976 году, после того как началось их приобретение и благоустройство, замок был назван историко-культурным памятником Лос-Анджелеса. В The New York Times писатель Квентин Крисп похвалил замок за то, что он избежал чрезмерной модернизации и остался в романтическом прошлом.
Отель был приобретен в 1990 году Андре Балажом. Балажу необходимо было модернизировать отель, сохранив при этом характер Шато Мармон. При реставрации Балаж стремился создать иллюзию, что отель остался нетронутым, несмотря на ремонтные работы. Все помещение было заново застелено коврами, перекрашено, а общественные места модернизированы. Чтобы сохранить приватность отеля и бунгало, были использованы более высокие заборы и покрытия, чтобы помешать публике заглядывать на территорию.
28 июля 2020 года Шато Мармон объявил о планах переоборудования в отель только для членов клуба, хотя по крайней мере один ресторан останется открытым для публики.
16 сентября 2020 года издание The Hollywood Reporter опубликовало отчет с участием более тридцати бывших сотрудников отеля, которые обвинили руководство отеля и Балажа в разжигании расовой дискриминации и сексуальных домогательствах в отеле; они также обвинили его в пренебрежении предоставлением им надлежащей медицинской страховки во время пандемии COVID-19 и заподозрили преобразование отеля только для членов клуба как попытку предотвратить объединение в профсоюз среди сотрудников отеля. Несмотря на отрицание обвинений руководством отеля и Балажем, против отеля были поданы многочисленные иски о дискриминации при приеме на работу, при этом отель столкнулся с пикетами профсоюза UNITE HERE и бойкотами со стороны многочисленных знаменитостей.

## В массовой культуре
На протяжении многих лет Шато Мармон завоевывало признание. Такие знаменитости, как Энтони Бурден, Джонни Депп, Тим Бёртон, Энни Лейбовиц, Хельмут Ньютон, Квентин Тарантино и Брюс Вебер внесли свой вклад в популярность отеля. Актер Джон Белуши умер от передозировки наркотиков в бунгало 5 марта 1982 года. Фотограф Хельмут Ньютон скончался 23 января 2004 года, перенеся сердечный приступ и разбившись на своей машине, когда выезжал с подъездной дорожки. Отель был показан в фильмах «Ла-Ла Ленд», «Звезда родилась», «Опасная игра», «Лорел Каньон», «Звёздная карта».